# Sonda Friendship One (Star Trek: Voyager)
„Sonda Friendship One” (titlu original: „Friendship One”) este al 21-lea episod din al șaptelea sezon (și ultimul) al serialului TV american științifico-fantastic Star Trek: Voyager și al 167-lea episod în total. A avut premiera la 25 aprilie 2001 pe canalul UPN.

## Prezentare
Echipajul este trimis în prima sa misiune oficială de Flota stelară în aproape șapte ani: găsirea unei sonde pierdute, lansate de pe Pământ în secolul 21, care a ajuns în Cuadrantul Delta, unde aproape a dus la distrugerea unei planete.

## Actori ocazionali
- Josh Clark - Lt. Joe Carey
- Ken Land - Verin
- John Prosky - Otrin
- Bari Hochwald - Brin
- Peter Dennis - Amiral Hendricks
- Ashley Edner - Yun
- David Ghilardi - Alien Lieutenant
- Heather Langone - Brin's Relative
- John Rosenfeld - Tehnician #1
- Wendy Speake - Tehnician #2